# Helfenburk
Helfenburk je ruševina zamka oko 5,5 km udaljena od Bavorova u Češkoj. Nalazi se na kamenom vrhu Malošín na 683 m nadmorske visine. Između općína Koječín i Štětín je asfaltirana cesta koja vodi do zamka. 

## Povijest
Godine 1355. izgradili su ga članovi obitelji Rožmberk za obranu bliskog mjesta Bavorov. Bila su to četiri brata: Petar, Jošt, Oldřich i Jan od Rožmberka. Dozvolu za građenje dao im je sam Karlo IV., bila je to nagrada za njihove službe, naime pratili su Karla IV. na njegom putu na krunidbu u Rim. Godine 1381. dali su bliskom gradu Bavorov pravo slobodnog grada.
Nakon smrti Jana 1389. i njegovog brata Oldřicha, grad je došao u vlasništvo Janovog sina Jindřicha III. od Rožmberka. On je bio jedan od protivnika vlade kralja Václava IV. Kralj mu je pokušavao što više naštetiti, navodno i uz pomoć Jana Žižke.
Nakon njegove smrti grad je došao u vlasništvo njegovog sina Oldřicha II. od Rožmberka. Bio je veoma mlad i njegov zastupnik bio je Čeněk iz Vartemberka. Taj je kasnije prešao na katoličku vjeru i u tom duhu ga je kasnije odgajao. Nakon poraza pred Táborem, naredio je da se na svim njegovim posjedima uhite husitski svećenici, i dao ih je zatvoriti na svojim zamcima. Dokazano je da su u Helfenburku dva umrli. 
Nakon njegove smrti vladao je njegov sin Jindřich IV od Rožmberka a poslije njega Jan II. od Rožmberka. Oba su stalno imali problema s novcem i dugove, za što se pobrinuo njihov otac, zahvaljujući ratnim troškovima. Zamak je bio založen kao jamstvo Přeškovi iz Čestica. U ugovoru je bio dodatak o slobodnom pristupu do zamka njegovim bivšim vlasnicima. Nakon njegove smrti zamak je isplaćen i vraćen obitelji Rožmberk.
Od 1468. do 1472. godine u okolici zamka je bilo nemirno jer je dolazilo je do susjedskih sporova između Rožmberka i gradova Písek, Sušice i Vodňany. Zamak nije pretprio velike gubitke, više su ti sporovi pogodili susjedna sela.
Nakon smrti Jana od Rožmberka i nakon smrti njegova sina Jindřicha V. od Rožmberka vladu je pruzeo Vok II. od Rožmberka. Zajedno sa svojim upraviteljem Bohuslavem od Švamberka. Zaduženi zamak prodaje braći Václavu i Zikmundu Vlčku od Čenova.
Václav Vlček je na početku bio obični satnik, koji je ratovao u Mađarskoj i Poljskoj, i u službi kralja stekao iznimne vojničke vještine i došao do čina poljskog kapetana. Bio je poznat kao iznimni vođa i specijalist za obranu. Ojačao je obranu zamka, dao je izgraditi tri okrugla bedema sa strijelnicama u razdoblju od 1473. do 1483. godine. Bio je ipak snažan i nepoželjan susjed za Rožemberke i zato su oni posudili novac grofu Jindřichu Preuschenkovi od Hardeggu da kupi zamak, što je ovaj i uradio 1489. godine. Nakon njegove smrti zamak opet prelazi u ruke Rožmberka. Godine 1499. je njegov sin prodao zamak natrag. Godine 1523. dolazi do sporova o nasljedstvu, jer Petr IV. od Rožmberka, isto kao i njegova braća nije imao djece. Zanimljivost ovog zamka je, da je u godinama od 1515. do 1518. bio kaštelan na zamku tako škrti čovjek, da je sa zamka protjerao osoblje i bio je sasvim sam na zamku. Zvao se Želízko od Tourova.
Godine 1551. Vilém od Rožmberka pripojio je zamku i dio okolnih imanja i tako ukupno povećao zamak. Helfenburk je spadao u siromašnije zamke, barem prema rožemberskom inventaru. Tamo je bilo veoma malo namještaja i posuđa, ali taj broj nadoknađivala je oprema dvorca, bez obzira da li se radilo o alatu ili oružju. Isto tako nije bilo dovoljno sluga. Ali nakon preseljenja na Kratochvíle dolazi k potpunom napuštanju zamka.
Godine 1592. nakon smrti Viléma od Rožmberka njegov mlađi brat i nasljednik Petr Vok prodali su cijeli zamak gradu Bavorovu. Nakon Bílé hoře zamak je bio konfisciran, iako ga je grad pokušavo dobiti natrag, nije uspio. Već u to vrijeme je zamak označavan kao napušten. Zamak je dakle bio korišten nešto više od 200 godina. Kasnije je bio u vlasništvu drugih obitelji, kao npr. Eggenberg i kasnije Schwarzenberg sve do 1922. godine i onda postaje imovinom države.

## Opis zamka
Zamak je bio istaknut na vrhu brda, danas je djelomično skriven šumama. Pred zamkom se nalazilo utvrđeno mjestašce. Zamak ima kružni tlocrt. Ulaz u zamak vodi preko mosta iznad dubokog i stijenama isprekidanog jarka te je okružen zidovima. Ulaz kroz prva vrata nekad je vodio preko pomičnog mosta.
Specifičnost Helfenburku je, da ima troja vrata poredana jedna iza drugih. Lijevo od glavnih vrata na stijeni je postavljena velika kula. Visoka je 18 m, obla je i promjer joj je 10 m. S te kule se mogao braniti ne samo glavni ulaz, ali i vidjeti veliki dio zamka i sva troja ulazna vrata. Bio je ondje i stan čuvara kule. Ulaz je bio preko drvenog mosta iz građevine ili po stepenicama. U sadašnje doba služi kao vidikovac. Sada se rekonstruira i postavlja se krov.
Iz tornja se mogu vidjeti okrugli bedemi, koje je postavio Vlček iz Čenova. Druga vrata se zatvaraju željenim klinom. Cijeli donji dio drugog dvorišta je zatvoren građevinama i ima nepravilan oblik. Treća vrata vode do unutrašnje palače. Dvorište pred zamkom bilo je puno gospodarskih drvenih zgrada. Građevine od cigle su najmlađe na zamku i potječu iz 15 stoljeća. Bazen na lijevoj strani služio je kao rezervoar kišnice ili se voda donosila od ispod zamka. Bio je dubok oko 10 m, ali je postupno zakopan.
Unutrašnja palača zamka imala je svoje građevine, sada su to ruševine pred zamkom, po kojima se hoda. Palača je imala osnovu u podrumu i dva kata (po nekim teorijama i tri, treći je bio drven). Palača je imala dva središta, radi se u biti o dva zamka koji su postupno spojena. U kutovima palače mogu se vidjeti kvalitetni radovi u kamenu, a ostatak kamenih ukrasa poslužio je u 16. stoljeću kao građevinski materijal i bio je odnešen. Sjeverna strana zamka, to jest ona strana koja se ne može vidjeti s velike kule, je pojačana izgradnjom manje okrugle kule. Nalazi se na mjestu gdje se spajaju tri građevine, visoka je 15 m i sada služi kao turistička promatračnica. 

## Legende
U 17. stoljeću bio je Helfenburk novim domom raznim izgubljenim bitostima i beskućnicima. Ovdje je pronađen i dječak, koji je bio obrastao kao majmun i preživljavao je sakupljanjem plodova i korijenja. Nakon dugo vrema ipak su ga uspjeli civilizarati.
Prema nekim pričama živio je na Helfenburku pustinjak. Prema daljnjim legedndama baš je pod velikom kulom skriveno blago. Ono se može pronaći samo na Veliki petak. To je pokušao jedan gazda koji je živio nedaleko Koječina. Kad je počeo kopati pojavio mu se vražić s brkovima, a on se uplašio i pobjegao. I tako je izgubio blago.
Druga legenda je o gajdašu. On je veoma volio malo crno mače. Kad je bio doma, bilo je doma i mače. Ali odmah kad bi otišao raditi, mače je nestalo u nepoznatom pravcu. Jednom se loše volje vraćao doma. Blizu Helfenburka na put mu je stao u crno obučeni muškarac i upitao ga, da li bi htio nešto zaraditi i odsvirati nešto njegovim prijateljima. Gajdaš ga je sljedio do zamka i svirao. Ali bojao se je pogledati, komu to svira i tko ga u stvari plaća. Tek nakon nekog vremena se je ohrabrio i vidio, da svira mačkama. A onaj tko ga je u zamak doveo, bio je malo crno mače. Gajdaš je bio uvjeren, da je vidio samog vraga.

## Sadašnjost
Zamak je propadao sve do tridesetih godina 20. stoljeća a onda je došao u ruke udruga za turizam, koje su se pobrinule za popravak i otvaranje zamka. Sada je zamak u vlasništvu grada Bavorova. Tijekom 20. stoljeća građevine i zgrade djelomično su popravljeni. 1977. godine južna obrambena kula je preuređena u vidikovac – s visoke valjkaste kule se pruža prekrasan pogled na okolicu (Písecke hore s Velkým Mehelníkom, NE Temelín, Vodňani, Novohradské hore, Blanska šuma s vrhom Kleť i na šumske gore Chlum, Libín, Bobík, Boubín i u pozadini Plechý, na sjeveru su 50 km udaljeni Brdy). U proljetnim i ljetnim mjesecima se objekt koristi za razne kulturne programe.

## Vanjske poveznice
- Web stranice grada Bavorova
- virtual show